# Turistická značená trasa 5628
 Turistická značená trasa č. 5628 měří 1,6 km a spojuje obec Kašová, rekr. stred. a sedlo Medzijarky v pohoří Velké Fatře na Slovensku.

## Průběh trasy
Trasa začíná u rekreačního střediska Kašová a vede bez významnějších zastávek či bodů k rozcestníku Medzijarky pod stejnojmenný vrchol. Jedná se o velmi krátkou, spojovací trasu.
| Km  | Místo                | Navazující a křižující trasy | Souřadnice                      | Nadm. výška |
| --- | -------------------- | ---------------------------- | ------------------------------- | ----------- |
| 0   | Kašová, rekr. stred. | 2721                         | 49°5′35″ s. š., 19°15′31″ v. d. | 460 m n. m. |
| 1,6 | rozcestí Medzijarky  | 8647                         | 49°0′14″ s. š., 19°1′28″ v. d.  | 735 m n. m. |

## Galerie

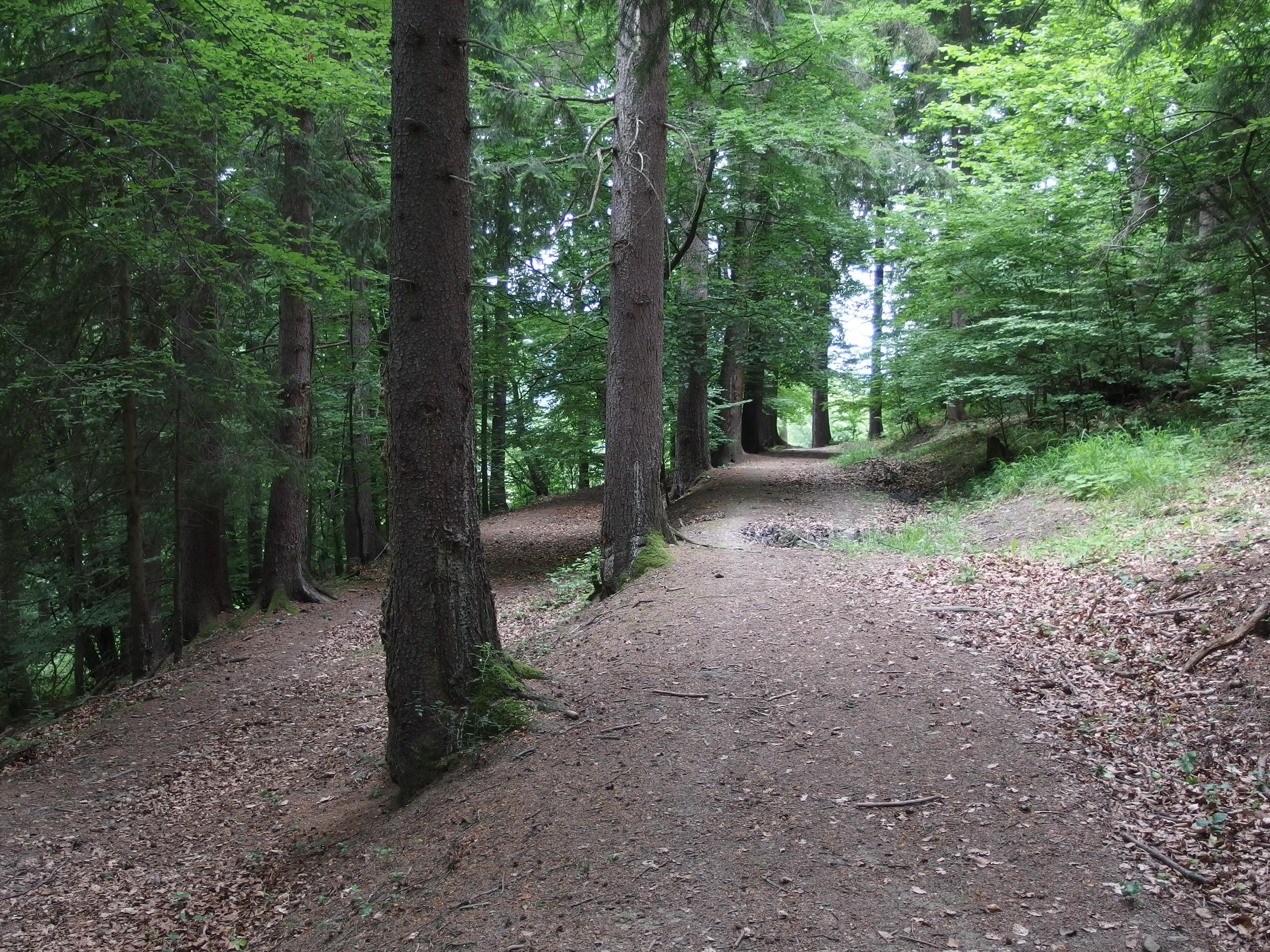
Medzijarky